# Margaret Smith Court
Margaret Smith Court (Albury, 16 luglio 1942) è un'ex tennista australiana.
Considerata una delle migliori tenniste della storia, è vincitrice di 64 prove del Grande Slam: 24 in singolare,  record assoluto nel circuito femminile, 19 in doppio e 21 in doppio misto; è anche una delle sole tre giocatrici (le altre sono state Maureen Connolly nel 1953 e Steffi Graf nel 1988) a essersi aggiudicata il Grande Slam in singolare, impresa compiuta nel 1970, per prima nell'Era Open. Nel doppio misto realizza per ben due volte il Grande Slam, però da dilettante (nel 1963 in coppia con Ken Fletcher e nel 1965). I 21 titoli in doppio misto conquistati nei tornei del Grande Slam l'hanno resa la tennista più vincente della specialità nei quattro Major.
Risulta essere anche l'unica giocatrice della storia ad aver realizzato per ben due volte il Boxed Set, ovvero la vittoria in tutte le specialità in tutti i tornei del Grande Slam, nel 1964 da dilettante e nel 1973 in Era Open, sebbene la finale del doppio misto in Australia nel 1969 non venne giocata.

## Biografia
Nata Margaret Smith nel 1942, ultima dei quattro figli di Lawrence e Catherine Smith (nata Beaufort), iniziò a giocare a tennis all'età di otto anni ed era diciassettenne quando vinse il primo di sette titoli consecutivi nel singolare femminile agli Australian Open.
Dopo il torneo di Wimbledon del 1966 Smith decise di ritirarsi temporaneamante dal tennis. Nel 1967 sposò Barry Court (e divenne nota come Margaret Smith Court o Margaret Court). Fece ritorno al tennis nel 1968. Nel 1970 vinse tutti e quattro i titoli di singolo del Grande Slam. L'anno seguente perse la finale del singolare a Wimbledon contro Evonne Goolagong, mentre era incinta del suo primo figlio, Daniel, che nacque nel marzo del 1972. Court rientrò nello stesso anno e disputò gli US Open. Nel 1974 nacque la secondogenita, Marika. Margaret Court ricominciò nuovamente a giocare, ma si ritirò definitivamente nel 1977, quando apprese di essere in attesa del terzo dei suoi quattro figli.
Margaret Court è una delle uniche tre giocatrici ad avere ottenuto in carriera il "pacchetto completo" dei titoli del Grande Slam, vincendo ogni titolo possibile (singolare, doppio e doppio misto) in tutti e quattro i tornei. Le altre due sono Doris Hart e Martina Navrátilová. Court, comunque, è l'unica ad avere vinto tutti e dodici i titoli almeno due volte. È unica anche nell'essere riuscita a vincere i dodici titoli prima dell'inizio dell'"era open", nel 1968, e nell'avere ripetuto l'impresa dopo l'inizio dell'"era open".
Margaret Court è anche ricordata per avere perso una sfida ampiamente pubblicizzata, il 13 maggio 1973 a Ramona in California, contro un tennista uomo ex numero uno della classifica mondiale, l'allora cinquantacinquenne Bobby Riggs. Court era la migliore giocatrice del momento, e venne scritto che non prese seriamente l'incontro, presumendo che avrebbe vinto senza difficoltà. Usando una miscela di lob e smorzate, Riggs riuscì a batterla facilmente per 6-2, 6-1.
Nel 1979 Margaret Court venne introdotta nella International Tennis Hall of Fame. Il suocero di Margaret, Sir Charles Court, e il cognato, Richard Court, sono stati entrambi premier dell'Australia Occidentale per il Partito Liberale d'Australia.
Nel gennaio del 2003 lo Show Court One del Melbourne Park venne ribattezzato Margaret Court Arena. Sempre in quell'anno il governo australiano la onorò assieme a un altro tennista, Rod Laver, mettendo le loro immagini su francobolli.
Margaret Court vive oggi a Perth (Australia Occidentale), dove dirige il Victory Life Centre, una chiesa cristiana.

### Punto di vista sull'omosessualità
L'omosessualità è stata definita dalla Court «Un abominio agli occhi del Signore» e il suo schieramento contro la comunità LGBT (famoso fu all'epoca l'attacco all'orientamento sessuale della sua collega tennista Martina Navrátilová), è stato spesso oggetto di controversie, specialmente a seguito delle sue apparizioni negli show televisivi australiani. Tali esternazioni hanno anche sollevato richieste da parte di tifosi e di suoi colleghi (come Navrátilová e John McEnroe) per cambiare il nome alla Margaret Court Arena (così chiamata dal 2003) e intitolarla a Evonne Goolagong, altra grande campionessa australiana del tennis.

## Carriera
Secondo l'International Tennis Hall of Fame, "Per la forza assoluta di prestazioni e conseguimenti non è mai esistita una tennista sua pari". Tra il 1960 e il 1975 vinse la cifra record di 62 titoli del Grande Slam: 24 singolari, 19 doppi femminili e 19 doppi misti (più due finali non disputate e assegnate a tutti e 4 i finalisti). Nel 1970 divenne la seconda tennista a vincere tutti e quattro i singolari del Grande Slam nello stesso anno.

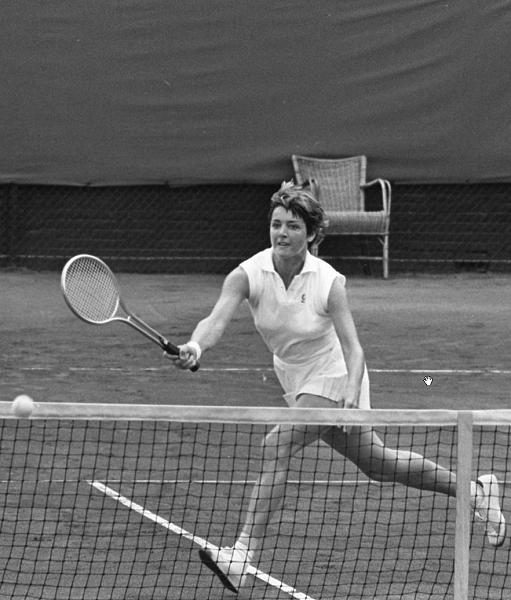
Margaret Court nel 1970

### Cronologia
- 1960 - Vince il suo primo titolo di singolo ai campionati australiani, ma perde la finale juniores delle ragazze contro Lesley Turner.
- 1962 - Vince tre dei quattro titoli di singolo femminile del Grande Slam.
- 1963 - Diventa la prima donna australiana a vincere un titolo di singolo a Wimbledon. Assieme a Ken Fletcher diventano l'unica coppia a vincere tutte e quattro le finali di doppio misto del Grande Slam nello stesso anno.
- 1964 - Vince tre dei quattro titoli di doppio misto del Grande Slam. La sua vittoria nel doppio femminile a Wimbledon le fa vincere per la prima volta tutti i titoli del Grande Slam.
- 1965 - Vince tre dei quattro titoli di singolo femminile del Grande Slam, e tutti i titoli di doppio misto con tre compagni differenti.
- 1966 - Si ritira temporaneamente.
- 1969 - Vince tre dei quattro titoli di singolo femminile e di doppio misto del Grande Slam.
- 1970 - Vince tutti e quattro i tornei di singolo del Grande Slam, sconfiggendo Kerry Melville Reid nella finale degli Australian Open, Helga Niessen Masthoff agli Open di Francia, Billie Jean King a Wimbledon, e Rosemary Casals nella finale degli US Open. Maureen Connolly Brinker nel 1953 e Steffi Graf nel 1988 sono le uniche altre donne ad aver vinto tutti e quattro i singoli del Grande Slam nello stesso anno.
- 1973 - Vince tre dei quattro titoli di singolo e di doppio femminile del Grande Slam. Perde il suo incontro con Bobby Riggs. Con il titolo di doppio femminile conquistato agli US Open completa la vittoria in tutti i titoli del Grande Slam dopo l'inizio dell'"era open", iniziata nel 1968.
- 1975 - Gioca il suo ultimo incontro in un torneo del Grande Slam, perdendo contro Martina Navrátilová 6-2, 6-4 in un quarto di finale degli US Open. Sempre in quel torneo, assieme a Virginia Wade, vince il suo 62º titolo del Grande Slam, il 19º nel doppio femminile, battendo in finale Billie Jean King e Rosemary Casals. Fu l'ultimo titolo del Grande Slam per Court.
- 1977 - Gioca l'ultimo incontro di singolo della sua carriera, sconfiggendo Greer Stevens 5-7, 7-6, 6-3 al terzo turno del torneo Virginia Slims di Detroit. Court non disputò il quarto di finale contro Françoise Dürr, dopo aver saputo di essere in attesa del suo terzo figlio.

### Titoli del Grande Slam e classifica mondiale
Margaret Court vinse la cifra record di 62 titoli del Grande Slam, compreso un record di 24 vittorie nei singoli, 19 titoli di doppio femminile e un record di 19 vittorie nel doppio misto. Se si contano i due titoli in condivisione, ottenuti agli Australian Open nel 1965 e nel 1969, si arriva a 64 titoli di cui 21 nel doppio misto (in quelle due occasioni la finale non venne disputata a causa del cattivo tempo). Court avrebbe potuto vincere altri titoli di doppio misto, se tale torneo fosse stato disputato agli Australian Open negli anni 1970, 1971, 1973 e 1975.
Margaret Court ha vinto 62 delle 85 finali di Grande Slam (72,9%) cui ha preso parte, con un record di 24-5 (82,8%) nelle finali di singolo, 19-14 (57,6%) nelle finali del doppio femminile, e 19-4 (82,6%) nelle finali di doppio misto.
Su 47 tornei di singolo del Grande Slam a cui ha partecipato è arrivata in finale 29 volte, in semifinale 36 volte e 43 volte nei quarti di finale. Il suo rapporto tra partite vinte e perse nei singoli del Grande Slam è 210-23, il 90,1% (47-5 negli Open di Francia, 51-9 a Wimbledon, 51-6 agli US Open, e 61-3 agli Australian Open). Ha vinto 11 dei 16 tornei di singolo del Grande Slam ai quali si iscrisse a partire dall'Australian Open 1969 e finendo con gli US Open 1973. Inoltre ha vinto 11 dei 17 tornei di singolo del Grande Slam ai quali si iscrisse partendo dagli Australian Open 1962 e finendo con gli Australian Open 1966. Nel corso della carriera, Margaret Court ha avuto un record di 146-2 (98,6%) contro giocatrici non teste di serie nei tornei di singolo del Grande Slam.
Court è l'unica giocatrice ad avere vinto il Grande Slam nel corso dello stesso anno sia nel singolare che nel doppio misto. Vinse lo slam di singolare nel 1970, quello di doppio misto lo vinse la prima volta nel 1963 assieme al connazionale Ken Fletcher, e la seconda volta nel 1965 con tre compagni differenti (Fletcher, John Newcombe e Fred Stolle).
Margaret Court ha vinto più della metà dei tornei del Grande Slam nel 1963 (8 su 12), 1964 (7 su 12), 1965 (9 su 12), 1969 (8 s 12), 1970 (7 su 11), e 1973 (6 su 11).
In base alle classifiche di fine anno compilate dal London Daily Telegraph dal 1914 al 1972 Margaret Court fu al vertice della classifica mondiale delle tenniste per sei volte: 1962, 1963, 1964, 1965, 1969 e 1970. Fu classificata al numero 1 nel 1973, quando iniziarono ad essere prodotte le classifiche ufficiali della Women's Tennis Association.

## Statistiche

### Finali di singolo del Grande Slam (29)

#### Vinte (24)
| Anno | Torneo                       | Avversario in Finale    | Punteggio          |
| 1960 | Australian Championships     | Jan Lehane O'Neill      | 7–5, 6–2           |
| 1961 | Australian Championships (2) | Jan Lehane O'Neill      | 6–1, 6–4           |
| 1962 | Australian Championships (3) | Jan Lehane O'Neill      | 6–0, 6–2           |
| 1962 | French Championships         | Lesley Turner Bowrey    | 6–3, 3–6, 7–5      |
| 1962 | U.S. Championships           | Darlene Hard            | 9–7, 6–4           |
| 1963 | Australian Championships (4) | Jan Lehane O'Neill      | 6–2, 6–2           |
| 1963 | Wimbledon                    | Billie Jean King        | 6–3, 6–4           |
| 1964 | Australian Championships (5) | Lesley Turner Bowrey    | 6–3, 6–2           |
| 1964 | French Championships (2)     | Maria Bueno             | 5–7, 6–1, 6–2      |
| 1965 | Australian Championships (6) | Maria Bueno             | 5–7, 6–4, 5–2 RIT. |
| 1965 | Wimbledon (2)                | Maria Bueno             | 6–4, 7–5           |
| 1965 | U.S. Championships (2)       | Billie Jean King        | 8–6, 7–5           |
| 1966 | Australian Championships (7) | Nancy Richey Gunter     | walkover           |
| 1969 | Australian Open (8)          | Billie Jean King        | 6–4, 6–1           |
| 1969 | Open di Francia (3)          | Ann Haydon Jones        | 6–1, 4–6, 6–3      |
| 1969 | US Open (3)                  | Nancy Richey Gunter     | 6–2, 6–2           |
| 1970 | Australian Open (9)          | Kerry Melville Reid     | 6–1, 6–3           |
| 1970 | Open di Francia (4)          | Helga Niessen Masthoff  | 6–2, 6–4           |
| 1970 | Wimbledon (3)                | Billie Jean King        | 14–12, 11–9        |
| 1970 | US Open (4)                  | Rosemary Casals         | 6–2, 2–6, 6–1      |
| 1971 | Australian Open (10)         | Evonne Goolagong Cawley | 2–6, 7–6, 7–5      |
| 1973 | Australian Open (11)         | Evonne Goolagong Cawley | 6–4, 7–5           |
| 1973 | Open di Francia (5)          | Chris Evert             | 6–7, 7–6, 6–4      |
| 1973 | US Open (5)                  | Evonne Goolagong Cawley | 7–6, 5–7, 6–2      |

#### Perse (5)
| Anno | Torneo                   | Avversario in Finale    | Punteggio     |
| 1963 | U.S. Championships       | Maria Bueno             | 7–5, 6–4      |
| 1964 | Wimbledon                | Maria Bueno             | 6–4, 7–9, 6–3 |
| 1965 | French Championships     | Lesley Turner Bowrey    | 6–3, 6–4      |
| 1968 | Australian Championships | Billie Jean King        | 6–1, 6–2      |
| 1971 | Wimbledon (2)            | Evonne Goolagong Cawley | 6–4, 6–1      |

### Finali di doppio femminile del Grande Slam (33)

#### Vinte (19)
| Anno | Torneo              | Compagna                | Avversarie                              | Punteggio      |
| 1961 | Australian Open     | Mary Carter Reitano     | Mary Bevis Hawton Jan Lehane O'Neill    | 6-4, 3-6, 7-5  |
| 1962 | Australian Open (2) | Robyn Ebbern            | Darlene Hard Mary Carter Reitano        | 6-4, 6-4       |
| 1963 | Australian Open (3) | Robyn Ebbern            | Jan Lehane O'Neill Lesley Turner Bowrey | 6-1, 6-3       |
| 1963 | US Open             | Robyn Ebbern            | Maria Bueno Darlene Hard                | 4-6, 10-8, 6-3 |
| 1964 | Open di Francia     | Lesley Turner Bowrey    | Norma Baylon Helga Schultze             | 6-3, 6-1       |
| 1964 | Wimbledon           | Lesley Turner Bowrey    | Billie Jean King Karen Hantze Susman    | 7-5, 6-2       |
| 1965 | Australian Open (4) | Lesley Turner Bowrey    | Robbyn Ebbern Billie Jean King          | 1-6, 6-2, 6-3  |
| 1965 | Open di Francia (2) | Lesley Turner Bowrey    | Françoise Dürr Jeanine Lieffrig         | 6-3, 6-1       |
| 1966 | Open di Francia (3) | Judy Tegart Dalton      | Jill Blackman Fay Toyne                 | 4-6, 6-1, 6-1  |
| 1968 | US Open (2)         | Maria Bueno             | Billie Jean King Rosemary Casals        | 4-6, 9-7, 8-6  |
| 1969 | Australian Open (5) | Judy Tegart Dalton      | Rosemary Casals Billie Jean King        | 6-4, 6-4       |
| 1969 | Wimbledon (2)       | Judy Tegart Dalton      | Patricia Hogan Peggy Michel             | 9-7, 6-2       |
| 1970 | Australian Open (6) | Judy Tegart Dalton      | Kerry Melville Reid Kerry Harris        | 6-3, 6-1       |
| 1970 | US Open (3)         | Judy Tegart Dalton      | Rosemary Casals Virginia Wade           | 6-3, 6-4       |
| 1971 | Australian Open (7) | Evonne Goolagong Cawley | Joy Emerson Lesley Hunt                 | 6-0, 6-0       |
| 1973 | Australian Open (8) | Virginia Wade           | Kerry Harris Kerry Melville Reid        | 6-4, 6-4       |
| 1973 | US Open (4)         | Virginia Wade           | Billie Jean King Rosemary Casals        | 3-6, 6-3, 7-5  |
| 1973 | Open di Francia (4) | Virginia Wade           | Françoise Dürr Betty Stove              | 6-2, 6-3       |
| 1975 | US Open (5)         | Virginia Wade           | Billie Jean King Rosemary Casals        | 7-5, 2-6, 7-6  |

#### Perse (14)
| Anno | Torneo              | Compagna                  | Avversarie                                     | Punteggio     |
| 1960 | Australian Open     | Lorraine Coghlan Robinson | Maria Bueno Christine Truman Janes             | 6-2, 5-7, 6-2 |
| 1961 | Wimbledon           | Jan Lehane O'Neill        | Billie Jean King Karen Hantze Susman           | 6-3, 6-4      |
| 1962 | Open di Francia     | Justina Bricka            | Sandra Reynolds Price Renee Schuurman Haygarth | 6-4, 6-4      |
| 1963 | Open di Francia (2) | Robyn Ebbern              | Ann Haydon Jones Renee Schuurman Haygarth      | 7-5, 6-4      |
| 1963 | Wimbledon (2)       | Robyn Ebbern              | Maria Bueno Darlene Hard                       | 8-6, 9-7      |
| 1964 | Australian Open (2) | Robyn Ebbern              | Judy Tegart Dalton Lesley Turner Bowrey        | 6-4, 6-4      |
| 1964 | US Open             | Lesley Turner Bowrey      | Billie Jean King Karen Hantze Susman           | 3-6, 6-2, 6-4 |
| 1966 | Australian Open (3) | Lesley Turner Bowrey      | Carole Caldwell Graebner Nancy Richey Gunter   | 6-4, 7-5      |
| 1966 | Wimbledon (3)       | Judy Tegart Dalton        | Maria Bueno Nancy Richey Gunter                | 6-3, 4-6, 6-4 |
| 1969 | Open di Francia (3) | Nancy Richey Gunter       | Ann Haydon Jones Françoise Dürr                | 6-0, 4-6, 7-5 |
| 1969 | US Open (2)         | Virginia Wade             | Françoise Dürr Darlene Hard                    | 0-6, 6-4, 6-4 |
| 1971 | Wimbledon (4)       | Evonne Goolagong Cawley   | Billie Jean King Rosemary Casals               | 6-3, 6-2      |
| 1972 | US Open (3)         | Virginia Wade             | Françoise Dürr Betty Stöve                     | 6-3, 1-6, 6-3 |
| 1975 | Australian Open (4) | Ol'ga Morozova            | Evonne Goolagong Cawley Peggy Michel           | 7-6, 7-6      |

### Finali di doppio misto del Grande Slam (23)
Nota: I due titoli di doppio misto vinti in condivisione agli Australian Open nel 1965 e 1969, tradizionalmente non vengono contati tra le vittorie totali di Margaret Court, perché le finali non vennero mai giocate. in caso contrario avrebbe 64 titoli del Grande Slam, 21 titoli di doppio misto e 25 finali di doppio misto del Grande Slam.

#### Vinte (21[10])
| Anno | Torneo              | Compagno      | Avversari                                | Punteggio                            |
| 1961 | US Open             | Bob Mark      | Dennis Ralston Darlene Hard              | 3-6, 6-2, 6-4                        |
| 1962 | US Open (2)         | Fred Stolle   | Frank Froehling III Lesley Turner Bowrey | 0-6, 6-4, 6-4                        |
| 1963 | Australian Open     | Ken Fletcher  | Fred Stolle Lesley Turner Bowrey         | 6-4, 6-4                             |
| 1963 | Open di Francia     | Ken Fletcher  | Fred Stolle Lesley Turner Bowrey         | 6-1, 6-2                             |
| 1963 | Wimbledon           | Ken Fletcher  | Bob Hewitt Darlene Hard                  | 11-9, 6-4                            |
| 1963 | US Open (3)         | Ken Fletcher  | Ed Rubinoff Judy Tegart Dalton           | 0-6, 6-4, 6-4                        |
| 1964 | Australian Open (2) | Ken Fletcher  | Mike Sangster Jan Lehane O'Neill         | 6-4, 6-4                             |
| 1964 | Open di Francia (2) | Ken Fletcher  | Fred Stolle Lesley Turner Bowrey         | 6-3, 4-6, 8-6                        |
| 1964 | US Open (4)         | John Newcombe | Ed Rubinoff Judy Tegart Dalton           | 0-6, 6-4, 6-4                        |
| 1965 | Australian Open (3) | John Newcombe | Owen Davidson Robyn Ebbern               | Titolo condiviso, finale non giocata |
| 1965 | Open di Francia (3) | Ken Fletcher  | John Newcombe Maria Bueno                | 6-4, 6-4                             |
| 1965 | Wimbledon (2)       | Ken Fletcher  | Tony Roche Judy Tegart Dalton            | 12-10, 6-3                           |
| 1965 | US Open (5)         | Fred Stolle   | Frank Froehling III Judy Tegart Dalton   | 0-6, 6-4, 6-4                        |
| 1966 | Wimbledon (3)       | Ken Fletcher  | Dennis Ralston Billie Jean King          | 4-6, 6-3, 6-3                        |
| 1968 | Wimbledon (4)       | Ken Fletcher  | Alex Metreveli Ol'ga Morozova            | 6-1, 14-12                           |
| 1969 | Australian Open (4) | Marty Riessen | Fred Stolle Ann Haydon Jones             | Titolo condiviso, finale non giocata |
| 1969 | Open di Francia (4) | Marty Riessen | Jean-Claude Barclay Françoise Dürr       | 6-3, 6-2                             |
| 1969 | US Open (6)         | Marty Riessen | Dennis Ralston Françoise Dürr            | 0-6, 6-4, 6-4                        |
| 1970 | US Open (7)         | Marty Riessen | Frew McMillan Judy Tegart Dalton         | 0-6, 6-4, 6-4                        |
| 1972 | US Open (8)         | Marty Riessen | Ilie Năstase Rosemary Casals             | 0-6, 6-4, 6-4                        |
| 1975 | Wimbledon (5)       | Marty Riessen | Allan Stone Betty Stöve                  | 6-4, 7-5                             |

#### Perse (4)
| Anno | Torneo          | Compagno      | Avversari                        | Punteggio       |
| 1964 | Wimbledon       | Ken Fletcher  | Fred Stolle Lesley Turner Bowrey | 6-4, 6-4        |
| 1968 | Australian Open | Allan Stone   | Dick Crealy Billie Jean King     | walkover        |
| 1971 | Wimbledon (2)   | Marty Riessen | Owen Davidson Billie Jean King   | 3-6, 6-2, 15-13 |
| 1973 | US Open         | Marty Riessen | Owen Davidson Billie Jean King   | 6-3, 3-6, 7-6   |

### Risultati in progressione

#### Singoli
| Torneo    | 1959  | 1960  | 1961  | 1962  | 1963  | 1964  | 1965  | 1966  | 1967  | 1968  | 1969  | 1970  | 1971  | 1972  | 1973  | 1974  | 1975  | SR      |
| --------- | ----- | ----- | ----- | ----- | ----- | ----- | ----- | ----- | ----- | ----- | ----- | ----- | ----- | ----- | ----- | ----- | ----- | ------- |
| Australia | 2T    | V     | V     | V     | V     | V     | V     | V     | N     | F     | V     | V     | V     | N     | V     | N     | QF    | 11 / 14 |
| Francia   | N     | N     | QF    | V     | QF    | V     | F     | SF    | N     | N     | V     | V     | 3T    | N     | V     | N     | N     | 5 / 10  |
| Wimbledon | N     | N     | QF    | 2T    | V     | F     | V     | SF    | N     | QF    | SF    | V     | F     | N     | SF    | N     | SF    | 3 / 12  |
| US Open   | N     | N     | SF    | V     | F     | 4T    | V     | N     | N     | QF    | V     | V     | N     | SF    | V     | N     | QF    | 5 / 11  |
| SR        | 0 / 1 | 1 / 1 | 1 / 4 | 3 / 4 | 2 / 4 | 2 / 4 | 3 / 4 | 1 / 3 | 0 / 0 | 0 / 3 | 3 / 4 | 4 / 4 | 1 / 3 | 0 / 1 | 3 / 4 | 0 / 0 | 0 / 3 | 24 / 47 |

N = non partecipa al torneo.
SR = il rapporto tra il numero di tornei di singolo del Grande Slam vinti sul numero di tornei giocati.

#### Doppio femminile
| Torneo    | 1959  | 1960  | 1961  | 1962  | 1963  | 1964  | 1965  | 1966  | 1967  | 1968  | 1969  | 1970  | 1971  | 1972  | 1973  | 1974  | 1975  | SR      |
| --------- | ----- | ----- | ----- | ----- | ----- | ----- | ----- | ----- | ----- | ----- | ----- | ----- | ----- | ----- | ----- | ----- | ----- | ------- |
| Australia | N     | F     | V     | V     | V     | F     | V     | F     | N     | SF    | V     | V     | V     | N     | V     | N     | F     | 8 / 13  |
| Francia   | N     | N     | 3T    | F     | F     | V     | V     | V     | N     | N     | F     | SF    | SF    | N     | V     | N     | N     | 4 / 10  |
| Wimbledon | N     | N     | F     | SF    | F     | V     | 3T    | F     | N     | QF    | V     | QF    | F     | N     | QF    | N     | QF    | 2 / 12  |
| US Open   | N     | N     | 2T    | QF    | V     | F     | N     | N     | N     | V     | F     | V     | N     | F     | V     | N     | V     | 5 / 10  |
| SR        | 0 / 0 | 0 / 1 | 1 / 4 | 1 / 4 | 2 / 4 | 2 / 4 | 2 / 3 | 1 / 3 | 0 / 0 | 1 / 3 | 2 / 4 | 2 / 4 | 1 / 3 | 0 / 1 | 3 / 4 | 0 / 0 | 1 / 3 | 19 / 45 |

N = non partecipa al torneo.
SR = il rapporto tra il numero di tornei di singolo del Grande Slam vinti sul numero di tornei giocati.

#### Doppio misto
| Torneo    | 1959  | 1960  | 1961  | 1962  | 1963  | 1964  | 1965  | 1966  | 1967  | 1968  | 1969  | 1970  | 1971  | 1972  | 1973  | 1974  | 1975  | SR      |
| --------- | ----- | ----- | ----- | ----- | ----- | ----- | ----- | ----- | ----- | ----- | ----- | ----- | ----- | ----- | ----- | ----- | ----- | ------- |
| Australia | N     | N     | N     | N     | V     | V     | V     | SF    | N     | F     | V     | ND    | ND    | ND    | ND    | ND    | ND    | 4 / 6   |
| Francia   | N     | N     | SF    | N     | V     | V     | V     | 3T    | N     | N     | V     | SF    | 3T    | N     | N     | N     | N     | 4 / 8   |
| Wimbledon | N     | N     | SF    | N     | V     | F     | V     | V     | N     | V     | SF    | 2T    | N     | N     | F     | N     | V     | 5 / 10  |
| US Open   | N     | N     | V     | V     | V     | V     | V     | N     | N     | N     | V     | V     | N     | V     | F     | N     | SF    | 8 / 10  |
| SR        | 0 / 0 | 0 / 0 | 1 / 3 | 1 / 1 | 4 / 4 | 3 / 4 | 4 / 4 | 1 / 3 | 0 / 0 | 1 / 2 | 3 / 4 | 1 / 3 | 0 / 1 | 1 / 1 | 0 / 2 | 0 / 0 | 1 / 2 | 21 / 34 |

ND = evento non disputato.
N = non partecipa al torneo.
SR = il rapporto tra il numero di tornei di singolo del Grande Slam vinti sul numero di tornei giocati.
Nota: I due titoli di doppio misto vinti in condivisione agli Australian Open nel 1965 e 1969 tradizionalmente non vengono contati tra le vittorie totali di Margaret Court, perché le finali non vennero mai giocate. In caso contrario avrebbe 21 titoli di doppio misto, come riportato dalla tabella qui sopra.

### Bilancio nei singolari a Wimbledon
Il bilancio vinte/perse complessivo di Margaret Court a Wimbledon è stato 51-9 (85%) in 12 anni (1961-1966, 1968-1971, 1973, 1975). Le sue vittorie comprendono un ritiro dell'avversaria durante l'incontro, ma non sono conteggiati i passaggi automatici al secondo turno. Le sue uniche sconfitte furono contro Evonne Goolagong Cawley nel 1975 e nel 1971, Chris Evert nel 1973, Ann Haydon Jones nel 1969, Judy Tegart Dalton nel 1968, Billie Jean King nel 1966 e nel 1962, Maria Bueno nel 1964, e Christine Truman Janes nel 1961.
Il bilancio delle finali disputate è 3-2, nelle semifinali 5-4 e nei quarti di finale 9-2. Solo una volta non è riuscita a raggiungere i quarti, nel 1962, durante la sua seconda partecipazione a Wimbledon. Dopo avere passato automaticamente il primo turno perse al secondo contro Billie Jean King, che non era testa di serie.
Court ha un bilancio di 46-3 negli incontri risolti in due set, di 5-6 negli incontri chiusi in tre set e di 0-2 negli incontri in cui al terzo set si giunse al 5-5.
Margaret Court fu testa di serie in tutte e dodici le occasioni in cui si iscrisse a Wimbledon (fino al 1976 il torneo aveva solo otto teste di serie).
- Testa di serie n.1 nel 1962 (uscita al secondo turno), 1963 (vincitrice), 1964 (finalista), 1966 (semifinalista), 1969 (semifinalista), 1970 (vincitrice), 1971 (finalista), 1973 (semifinalista).
- Testa di serie n.2 nel 1961 (uscita ai quarti di finale), 1965 (vincitrice), 1968 (uscita ai quarti di finale).
- Testa di serie n.5 nel 1975 (semifinalista).

Margaret Court ha un bilancio di 10-8 (55,6%) contro altre teste di serie e di 41-1 contro le altre giocatrici.
- Contro la testa di serie n.1, Court è 1-0 (Maria Bueno (1965)).
- Contro la testa di serie n.2, Court è 2-1 (vittorie: Martina Navrátilová (1975), Billie Jean King (1970); sconfitte: Maria Bueno (1964)).
- Contro la testa di serie n.3, Court è 1-1 (vittorie: Billie Jean King (1964); sconfitte: Evonne Goolagong Cawley (1971)).
- Contro la testa di serie n.4, Court è 1-4 (vittorie: Darlene Hard (1963); sconfitte: Evonne Goolagong Cawley (1975), Chris Evert (1973), Ann Haydon Jones (1969), Billie Jean King (1966)).
- Contro la testa di serie n.5, Court è 1-0 (Rosemary Casals (1970)).
- Contro la testa di serie n.6, Court è 0-1 (Christine Truman Janes (1961)).
- Contro la testa di serie n.7, Court è 1-1 (vittorie: Julie Heldman (1969); sconfitte: Judy Tegart Dalton (1968)).
- Contro la testa di serie n.8, Court è 3-0 (Ol'ga Morozova (1973), Helga Niessen Masthoff (1970), Renee Schuurman Haygarth (1963)).

Contro le sue principali rivali a Wimbledon Court è 3-2 contro Billie Jean King, 2-1 contro Christine Truman Janes, 1-0 contro Martina Navrátilová, 1-0 contro Darlene Hard, 1-0 contro Karen Hantze Susman, 1-0 contro Nancy Richey Gunter, 1-0 contro Rosemary Casals, 1-1 contro Maria Bueno, 0-1 contro Ann Haydon Jones, 0-1 contro Chris Evert e 0-2 contro Evonne Goolagong Cawley.

### Bilancio nei singolari agli US Open
Il bilancio vinte/perse complessivo di Margaret Court agli US Open è di 51-6 (89,5%) in 11 anni (1961-1965, 1968-1970, 1972-1973, 1975). Le sue vittorie totali non comprendono i passaggi automatici al secondo turno. Le uniche sconfitte furono contro Martina Navrátilová nel 1975, Billie Jean King nel 1972, Maria Bueno nel 1968 e nel 1963, Karen Hantze Susman nel 1964 e Darlene Hard nel 1961.
Il bilancio delle finali disputate è 5-1, delle semifinali 6-2 e dei quarti di finale 8-2. Solo in una occasione Court non raggiunse i quarti, nel 1964 quando perse contro Karen Hantze Susman al quarto turno.
Court ha un bilancio di 42-3 negli incontri risolti in due set e di 9-3 negli incontri chiusi in tre set.
Margaret Court fu testa di serie in tutte e undici le sue partecipazioni agli US Open.
- Testa di serie n.1 nel 1962 (vincitrice), 1963 (finalista), 1965 (vincitrice), 1970 (vincitrice).
- Testa di serie n.2 nel 1964 (uscita al quarto turno), 1969 (vincitrice), 1973 (vincitrice).
- Testa di serie n.4 nel 1968 (quarti di finale).
- Testa di serie n.5 nel 1961 (semifinalista), 1972 (semifinalista), 1975 (quarti di finale).

Margaret Court ha un bilancio di 13-6 contro altre teste di serie e di 38-0 contro le altre giocatrici.
- Contro la testa di serie n.1, Court è 0-2 (Billie Jean King (1972), Darlene Hard (1961)).
- Contro la testa di serie n.2, Court è 1-0 (Rosemary Casals (1970)).
- Contro la testa di serie n.3, Court è 3-1 (vittorie: Chris Evert (1973), Nancy Richey Gunter (1970 e 1965); sconfitte: Martina Navrátilová (1975)).
- Contro la testa di serie n.4, Court è 3-1 (vittorie: Evonne Goolagong Cawley (1973), Rosemary Casals (1972), Christine Truman Janes (1961); sconfitte: Maria Bueno (1963)).
- Contro la testa di serie n.5, Court è 2-1 (vittorie: Virginia Wade (1969), Billie Jean King (1965); sconfitte: Maria Bueno (1968)).
- Contro la testa di serie n.6, Court è 2-0 (Nancy Richey Gunter (1969), Françoise Dürr (1965)).
- Contro la testa di serie n.7, Court è 2-0 (Virginia Wade (1973), Christine Truman Janes (1963)).
- Contro la testa di serie n.11, Court è 0-1 (Karen Hantze Susman (1964)).

Contro le sue principali rivali agli US Open Court è 3-0 contro Nancy Richey Gunter, 2-0 contro Virginia Wade, 2-0 contro Rosemary Casals, 2-0 contro Françoise Dürr, 2-0 contro Christine Truman Janes, 1-0 contro Chris Evert, 1-0 contro Evonne Goolagong Cawley, 1-1 contro Darlene Hard, 1-1 contro Billie Jean King, 1-2 contro Maria Bueno, 0-1 contro Martina Navrátilová e 0-1 contro Karen Hantze Susman.

### Bilancio nei singolari agli Open di Francia
Il bilancio vinte/perse complessivo di Margaret Court agli Open di Francia e di 47-5 (85%) in 10 anni (1961-1966, 1969-1971, 1973). Le sue vittorie comprendono tre abbandoni dell'avversaria, ma non sono conteggiati i passaggi automatici al secondo turno. Le sue uniche sconfitte furono contro Gail Chanfreau nel 1971, Nancy Richey Gunter nel 1966, Lesley Turner Bowrey nel 1965, Věra Pužejová Suková nel 1963 e Ann Haydon Jones nel 1961.
Il bilancio delle finali disputate è 5-1, delle semifinali 6-1 e dei quarti di finale 7-2. Solo in una occasione Court non raggiunse i quarti, nel 1971 quando perse contro Gail Chanfreau al terzo turno.
Court ha un bilancio di 39-5 negli incontri risolti in due set, di 8-0 negli incontri chiusi in tre set e di 2-0 negli incontri in cui al terzo set si giunse al 5-5.
Margaret Court fu testa di serie in tutte e dieci le sue partecipazioni agli Open di Francia.
- Testa di serie n.1 nel 1963 (quarti di finale), 1964 (vincitrice), 1965 (finalista), 1966 (semifinalista), 1969 (vincitrice), 1970 (vincitrice), 1971 (uscita al terzo turno), 1973 (vincitrice).
- Testa di serie n.2 nel 1962 (vincitrice).
- Testa di serie n.3 nel 1961 (quarti di finale).

Margaret Court ha un bilancio di 15-4 (78,9%) contro altre teste di serie e di 32-1 contro le altre giocatrici (l'unica a batterla fu, nel 1971, Gail Chanfreau).
- Contro la testa di serie n.2, Court è 2-0 (Chris Evert (1973), Maria Bueno (1964)).
- Contro la testa di serie n.3, Court è 1-1 (vittorie: Ann Haydon Jones (1969); sconfitte: Lesley Turner Bowrey (1965)).
- Contro la testa di serie n.4, Court è 4-0 (Evonne Goolagong Cawley (1973), Julie Heldman (1970), Nancy Richey Gunter (1969 e 1965)).
- Contro la testa di serie n.5, Court è 0-1 (Nancy Richey Gunter (1966)).
- Contro la testa di serie n.6, Court è 1-1 (vittorie: Renee Schuurman Haygarth (1962); sconfitte: Ann Haydon Jones (1961)).
- Contro la testa di serie n.7, Court è 2-0 (Helga Niessen Masthoff (1970), Edda Buding (1962)).
- Contro la testa di serie n.8, Court è 3-1 (vittorie: Rosemary Casals (1970), Kerry Melville Reid (1969), Věra Pužejová Suková (1964); sconfitte: Věra Pužejová Suková (1963)).
- Contro la testa di serie n.9, Court è 1-0 (Norma Baylon (1965)).
- Contro la testa di serie n.13, Court è 1-0 (Lesley Turner Bowrey (1962)).

Contro le sue principali rivali agli Open di Francia, Court è 2-1 contro Nancy Richey Gunter, 1-0 contro Chris Evert, 1-0 contro Evonne Goolagong Cawley, 1-0 contro Maria Bueno, 1-0 contro Rosemary Casals, 1-1 contro Ann Haydon Jones, 1-1 contro Lesley Turner Bowrey e 1-1 contro Věra Pužejová Suková.

### Bilancio nei singolari agli Australian Open
Il bilancio vinte/perse complessivo di Margaret Court agli Australian Open è di 61-3 (95,3%) in 14 anni (1959-1966, 1968-1971, 1973, 1975). Le sue vittorie comprendono un abbandono dell'avversaria, ma non sono conteggiati i passaggi automatici al secondo turno. Le sue uniche sconfitte furono contro Martina Navrátilová nel 1975, Billie Jean King nel 1968 e Mary Carter Reitano nel 1959.
Il bilancio delle finali disputate è 11-1, delle semifinali 12-0 e dei quarti di finale 12-1. Solo in una occasione Court non raggiunse i quarti, nel 1959, alla sua prima partecipazione quando perse contro la testa di serie n.4 Mary Carter Reitano al secondo turno.
Court ha un bilancio di 51-3 negli incontri risolti in due set, di 6-0 negli incontri chiusi in tre set e di 2-0 negli incontri in cui al terzo set si giunse al 5-5.
Margaret Court fu testa di serie in tredici delle sue quattordici partecipazioni agli Australian Open.
- Testa di serie n.1 complessiva nel 1961 (vincitrice), 1962 (vincitrice), 1963 (vincitrice), 1964 (vincitrice), 1970 (vincitrice), 1971 (vincitrice), 1973 (vincitrice), 1975 (quarti di finale).
- Testa di serie n.1 nazionale in 1965 (vincitrice), 1966 (vincitrice).
- Testa di serie n.2 complessiva in 1969 (vincitrice).
- Testa di serie n.7 complessiva in 1960 (vincitrice).
- Testa di serie n.7 nazionale in 1968 (finalista).
- Non è stata testa di serie nel 1959 (uscita al secondo turno).

Margaret Court ha un bilancio di 26-3 (89,7%) contro altre teste di serie e di 35-0 contro le altre giocatrici.
- Contro la testa di serie n.1, Court è 5-1 (vittorie: Billie Jean King (1969), Lesley Turner Bowrey (1968), Nancy Richey Gunter (1966), Maria Bueno (1965 e 1960); sconfitte: Billie Jean King (1968)).
- Contro la testa di serie n.2, Court è 6-0 (Evonne Goolagong Cawley (1973 e 1971), Kerry Melville Reid (1970), Carole Caldwell Graebner (1966), Billie Jean King (1965), Jan Lehane O'Neill (1961)).
- Contro la testa di serie n.3, Court è 3-0 (Rosemary Casals (1968), Jan Lehane O'Neill (1963 e 1960)).
- Contro la testa di serie n.4, Court è 5-1 (vittorie: Karen Krantzcke (1970), Kerry Melville Reid (1973 e 1969), Yola Ramírez Ochoa (1962), Mary Carter Reitano (1960); sconfitte: Mary Carter Reitano (1959)).
- Contro la testa di serie n.5, Court è 4-0 (Rosemary Casals (1969), Norma Baylon (1965), Robyn Ebbern (1965), Jan Lehane O'Neill (1962)).
- Contro la testa di serie n.7, Court è 1-0 (Madonna Schacht (1966)).
- Contro la testa di serie n.8, Court è 2-1 (vittorie: Karen Krantzcke (1973), Helen Gourlay Cawley (1971)); sconfitte: Martina Navrátilová (1975).

Contro le sue principali rivali agli Australian Open Court è 5-0 contro Jan Lehane O'Neill, 4-0 contro Evonne Goolagong Cawley, 3-0 contro Kerry Melville Reid, 2-0 contro Maria Bueno, 2-0 contro Rosemary Casals, 2-0 contro Lesley Turner Bowrey, 2-1 contro Billie Jean King, 1-0 contro Judy Tegart Dalton, 1-0 contro Françoise Dürr, 1-0 contro Nancy Richey Gunter e 0-1 contro Martina Navrátilová.

## Riconoscimenti
- Uno dei campi principali dell'Open di Australia porta il suo nome.